# Paiwan

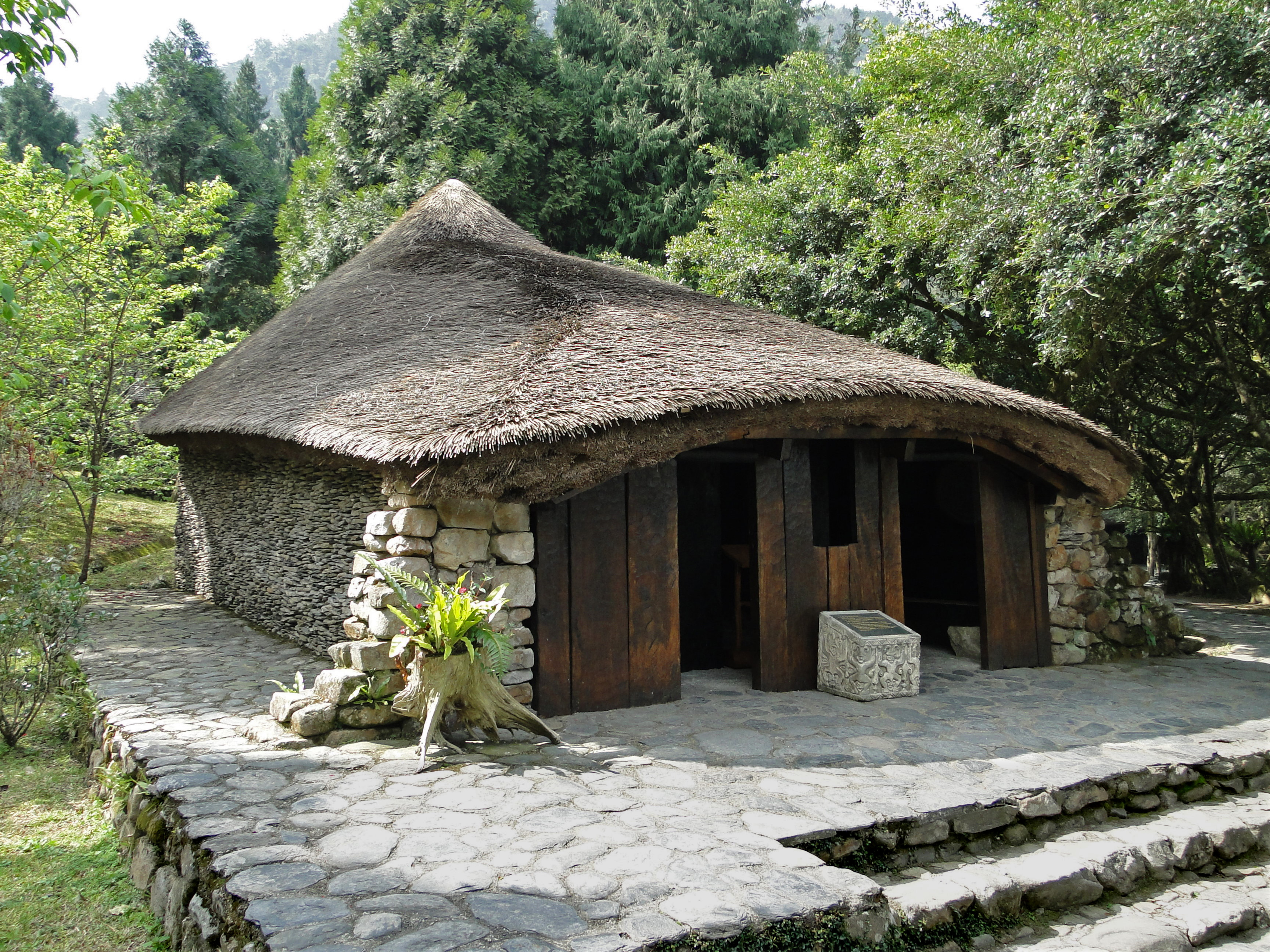
Typisches Paiwan-Haus mit Wänden aus Schiefer

Die Paiwan (auch Payuan, chinesisch 排灣族, Pinyin Páiwān zǔ) sind eines der indigenen Völker Taiwans. Mit einer Bevölkerungszahl von 97.903 Menschen (März 2016) sind die Paiwan das drittgrößte indigene Volk Taiwans nach den Amis und den Atayal. Wie alle indigenen Völker Taiwans zählen auch die Paiwan zu den austronesischen Völkern und sprechen eine austronesische Sprache.

## Siedlungsgebiet und Geschichte

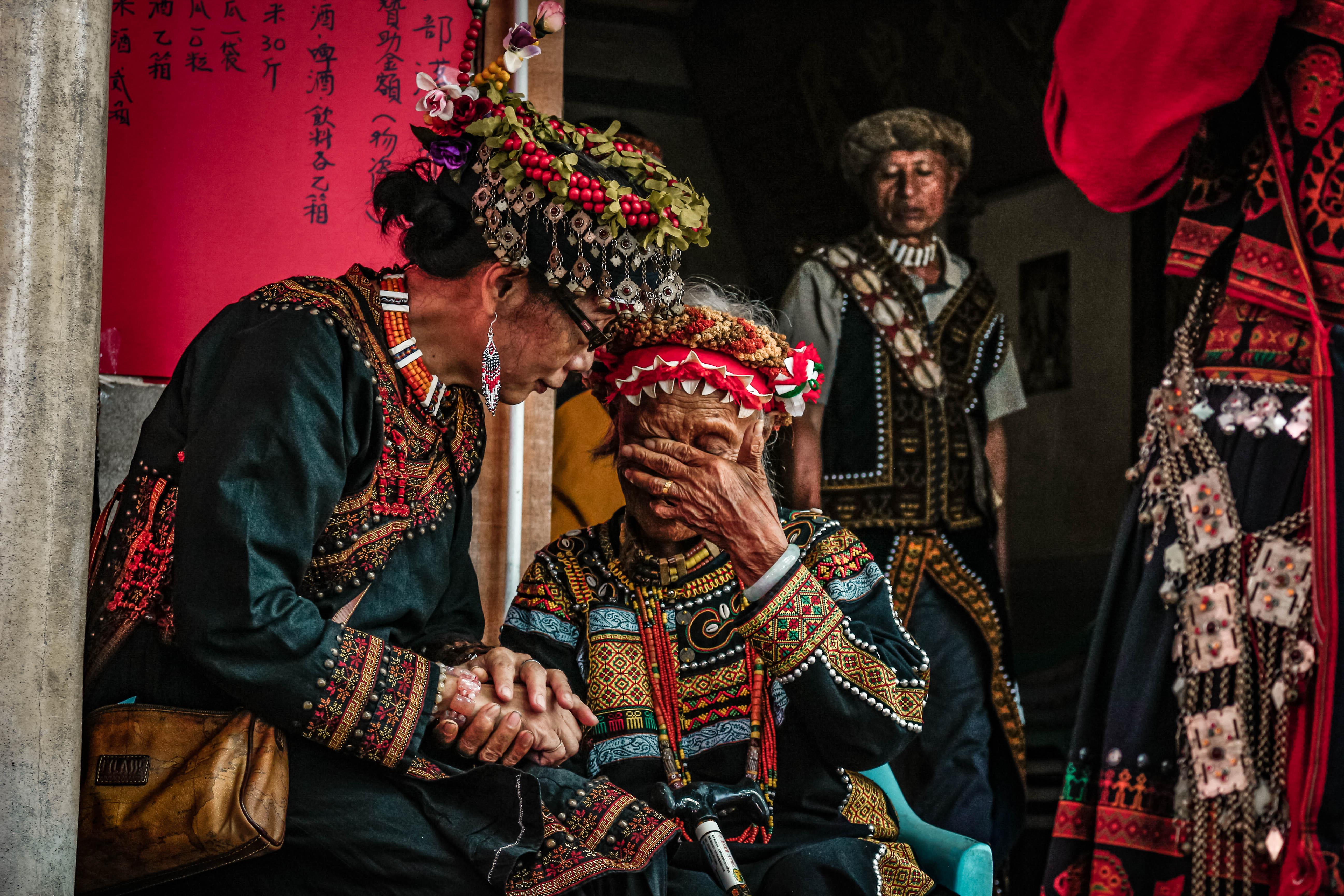
Emotionale Begegnung zwischen Paiwan aus unterschiedlichen Siedlungsgebieten bei einem Fest

Einem Mythos nach war „Paiwan“ ursprünglich der Name eines paradiesischen Ortes in den südtaiwanischen Dawu-Bergen, an dem die Vorfahren der Paiwan gelebt haben sollen. Nach der Besiedlung der weiteren Umgebung durch ihre Nachkommen sei die Bezeichnung auf den Stamm übergegangen. Mit der Besiedlung des Westens der Insel Taiwan durch chinesische Einwanderer wurden die in der westlichen Ebene lebenden Paiwan ins Gebirge bzw. an die Ostküste zurückgedrängt.
Im März 1867 töteten Angehörige der Paiwan dreizehn Schiffbrüchige des amerikanischen Handelsschiffes Rover (Rover-Zwischenfall), was die Amerikanische Strafexpedition nach Formosa 1867 zur Folge hatte. Im Dezember 1871 ermordeten Angehörige der Paiwan 54 Schiffbrüchige von den Ryūkyū-Inseln (Mudan-Zwischenfall), worauf die Japanische Strafexpedition nach Taiwan 1874 folgte.
Die Paiwan teilen sich in zwei größere Gruppen, die Raval und die Butsul, die sich ihrerseits aus einer Reihe einzelner Dorfgemeinschaften zusammensetzen. Die meisten Paiwan leben in den Bergen des südlichen Taiwan. Ihr Siedlungsgebiet erstreckt sich von den Damumu-Bergen im taiwanischen Zentralgebirge im Norden bis hin zur südlichen Spitze der Insel sowie östlich des Gebirges bis hin zur Küste des Landkreises Taitung.

## Sprache
Das Paiwan gehört zu den Formosa-Sprachen, einer Untergruppe der austronesischen Sprachen. Es wird geschätzt, dass etwa zwei Drittel des Volkes die Sprache noch beherrschen, wobei es hinsichtlich des Grads der Beherrschung sehr große Unterschiede gibt. Infolge der anhaltenden Sinisierung und damit verbundenen Verbreitung des Chinesischen geht die Zahl der jüngeren Sprecher sowie der Muttersprachler stark zurück. Inzwischen wird versucht, dieser Entwicklung durch Förderprogramme und Sprachunterricht entgegenzuwirken.

## Gesellschaft

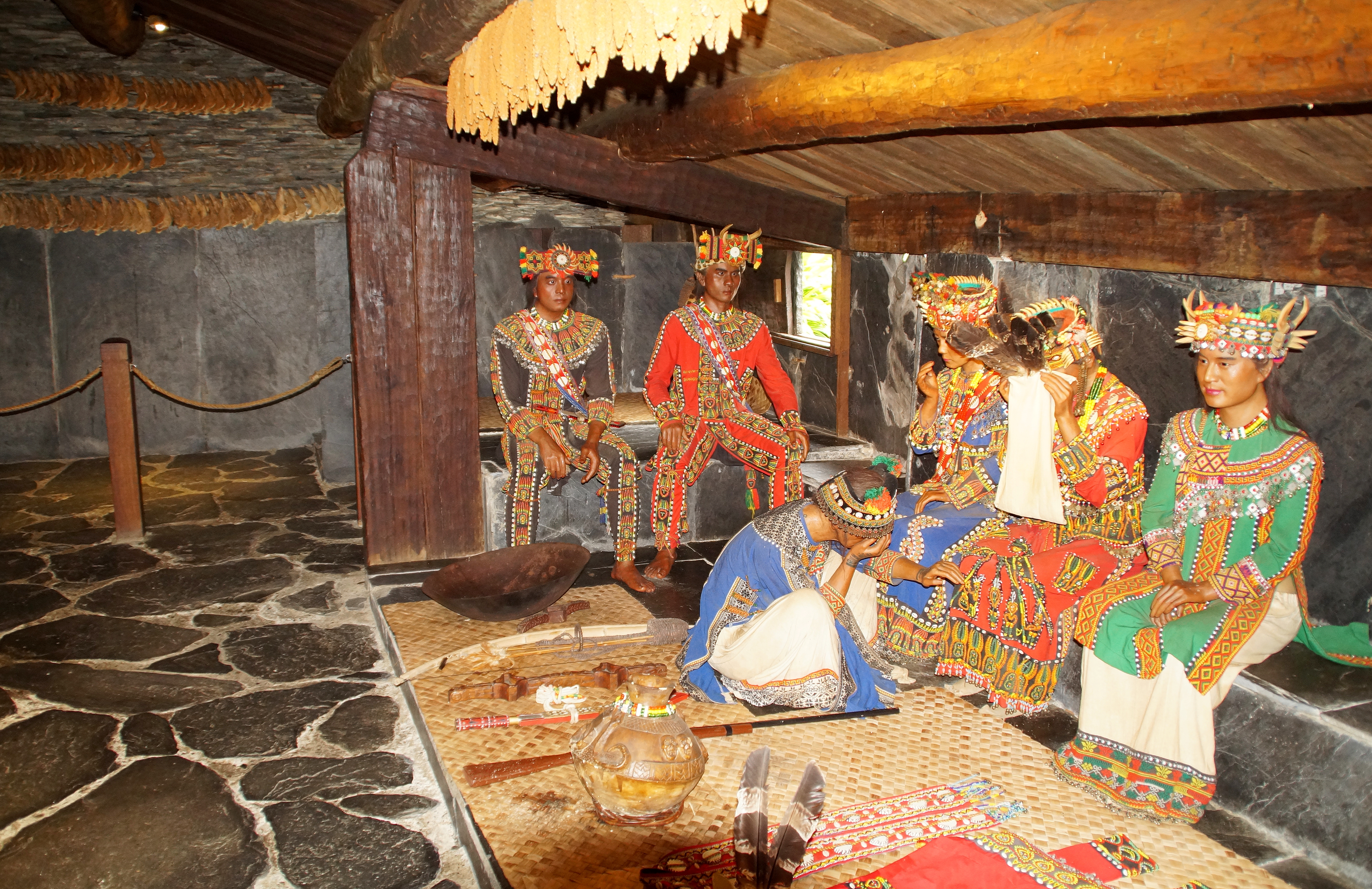
Nachgestellte Hochzeitszeremonie einer hochgestellten Paiwan-Tochter

Die traditionelle Paiwan-Gesellschaft war von einem Kastensystem geprägt, in dem die Häuptlinge und ihre Familien an der Spitze der Gemeinschaften standen. Darauf folgte die Kaste der Schamanen, Adligen und Krieger, während die übrigen Stammesangehörigen mehr oder weniger der untersten Kaste des einfachen Volks angehörte. Das Wechseln von einer Kaste in eine andere war durch Eheschließungen teilweise möglich. In manchen Clans bestand allerdings das Verbot, Personen außerhalb des eigenen Clans zu heiraten.
Die Bekleidung einer Person, das Material und die Verzierungen, richteten sich traditionellerweise nach der Kastenzugehörigkeit. So war das Tragen von Adlerfedern nur Häuptlingen vorbehalten; das Muster der Schlange Mura durfte nur von Adligen getragen werden. Die Lilie als Schmuck war nur adligen Frauen erlaubt.

## Religion und Bräuche
Die Paiwan waren ursprünglich Animisten. Ausdruck der Religion der Paiwan sind geschnitzte Holztotems, die ihren Platz üblicherweise im Innern der Behausungen hatten und Tierkörper (häufig von Hirschen oder Schlangen) mit Menschenköpfen sowie geometrische Mustern zeigen. Neben einer Zahl von Göttern wurden auch die Geister der Ahnen verehrt. Infolge der bereits im 17. Jahrhundert durch die Niederländer begonnenen Tätigkeit westlicher Missionare bekennen sich die meisten Paiwan heute zum presbyterianischen Christentum.
Die bedeutendsten traditionellen Zeremonien sind die Masaru- und die Maleveq-Zeremonie. Die Masaru-Zeremonie erfolgt anlässlich der Reisernte; die Maleveq-Zeremonie diente der Verehrung der Paiwan-Götter oder der Geister der Ahnen.